# Iglesia de la Asunción (Ajamil de Cameros)

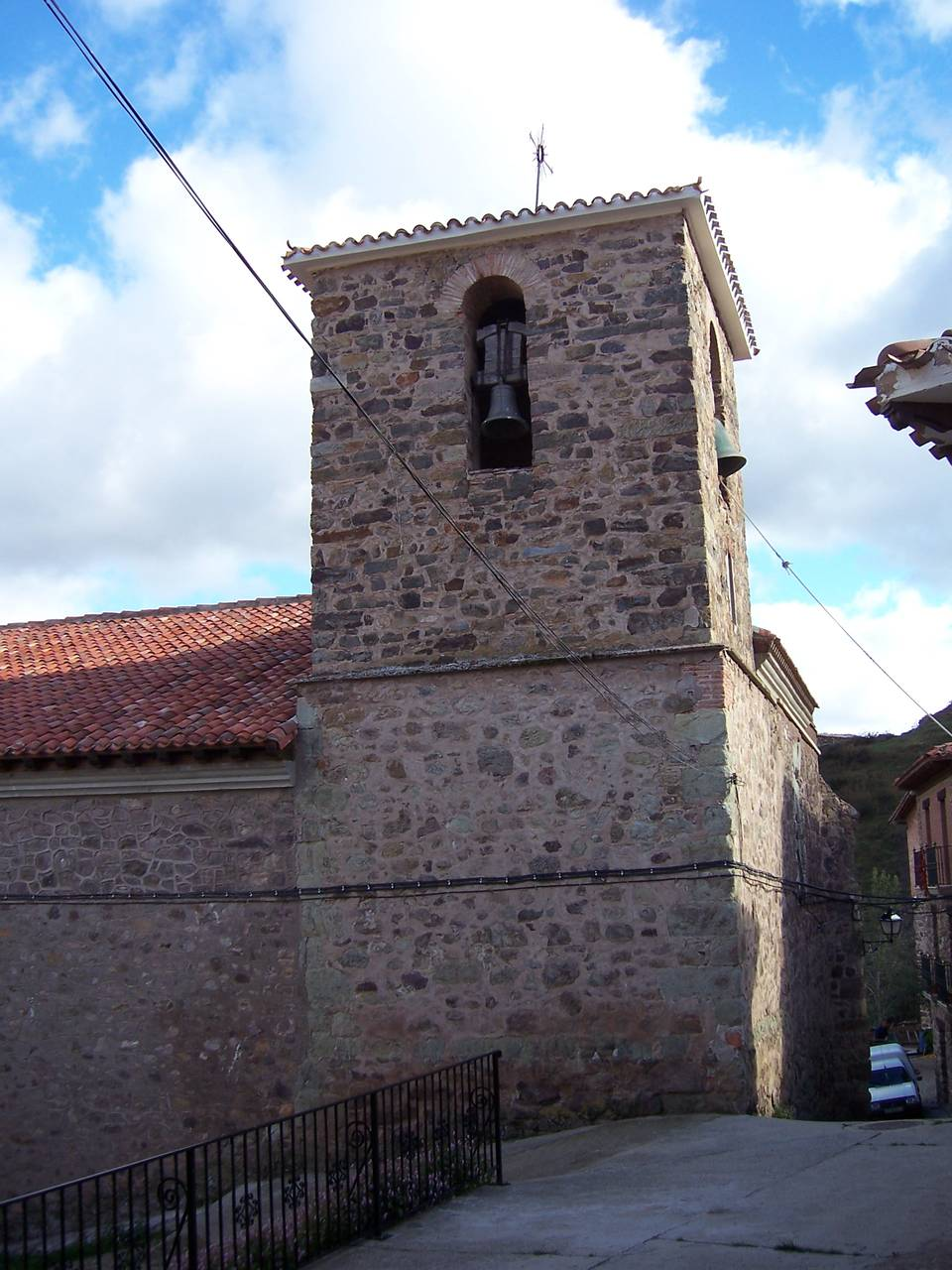
Iglesia parroquial de la Asunción

La iglesia parroquial de la Asunción de Ajamil de Cameros (La Rioja, España) fue erigida a principios del siglo XVI, aunque sufrió obras de transformación a lo largo del siglo XVII. 
Se trata de un edificio construido en mampostería, que consta de tres naves: la central, de tres tramos, y las laterales, de dos. La cabecera es rectangular y está dividida por arcos de medio punto apoyados sobre pilastras y cubierta con crucería de terceletes. La cubierta de las naves es de bóvedas de lunetas. 
La sacristía tiene dos tramos cubiertos con lunetas y está emplazada al sur de la cabecera. El arquitecto Pedro de Aguilera inició las obras en 1623 para levantar la torre que es cuadrada y de dos cuerpos, a los pies de la nave del lado del Evangelio. Al sur, la portada de medio punto bajo pórtico. 
En el Presbiterio, retablo mayor realizado hacia 1560 por Simeón de Cambray. Tiene cinco calles, tres pisos, ático y banco, de estilo manierista. En el lado de la Epístola, pequeño retablo barroco de fines del siglo XVII y en el baptisterio, lado del Evangelio, templete con columnas salomónicas del XVII-XVIII. 
En la primera capilla, pequeño retablo rococó de finales del siglo XVIII de un cuerpo y ático. En la segunda, pequeño retablo de un cuerpo del mismo siglo. En la sacristía se guardan imágenes de la Inmaculada, del XVIII; San Roque y San Cristóbal, de fines del XVII; San Rafael, de fines del XVIII; Crucifijo de la primera mitad del XVII; y Santa Mártir, de la primera mitad del XVIII.
- Datos: Q5912272